# Лозівське училище культури та мистецтв
 Обласний комунальний заклад «Лозівське училище культури і мистецтв» — вищий навчальний заклад першого рівня акредитації, заснований у 1991 році, як філіал Харківського училища культури. З 2004 року отримав самостійний статус. Навчання проводиться на базі 9 та 11 класів за напрямами «Культура» та «Мистецтво».

## Історія
Обласний комунальний заклад «Лозівське училище культури і мистецтв» заснований на базі Лозівської філії Харківського училища культури, створеної на підставі Розпорядження виконавчого комітету Харківської обласної ради № 250 від 14.05.1991 р., та наказу управління культури виконкому Харківської обласної ради № 247 від 27 травня 1991 р. 4 лютого 2004 року згідно розпорядження голови Харківської обласної державної адміністрації училище отримало статус самостійного вищого навчального закладу першого рівня акредитації. Навчання проводиться на базі 9 та 11 класів. Форма навчання — денна, 3 роки 10 місяців. Зочна форма — за спеціальністю «Народна художня творчість» на базі 11 класів — 2 роки 10 місяців. Навчальний заклад з часу утворення і до сьогодні очолює Чурилов Василь Іванович, заслужений працівник культури України. На постійній основі в училищі працюють 52 педагоги, з них 21 мають вищу кваліфікацію. Педагоги доклали зусиль для створення творчих колективів: хору української пісні «Сузір'я», оркестру народних та духових інструментів, ансамблю бандуристів, фольклорного та хореографічного ансамблю. За час існування училища 423 випускники отримали дипломи молодшого спеціаліста, з них 130 — дипломи з відзнакою.

## Напрямки
Навчання в училищі організовано за двома напрямками: «Культура» та «Мистецтво». В свою чергу напрям «Культура» включає такі спеціальності та спеціалізацію: Спеціальність:
- «Народна художня творчість» денне і заочне відділення.

Спеціалізації:
- «Народне пісенне мистецтво»,
- «Народне інструментальне мистецтво (народні інструменти)»,
- «Народне інструментальне мистецтво (духові інструменти)»

Випускники училища в результаті навчання отримують кваліфікації керівника аматорського хорового (оркестру народних (духових) інструментів) колективу, організатора культурно-розважальної діяльності. А також їм може бути присвоєна додаткова кваліфікація викладача фахових дисциплін.
Напрям «Мистецтво» передбачає наступне:

Спеціальність:
- «Декоративно-прикладне мистецтво».

Спеціалізація:
- «Декоративно-прикладне мистецтво».

По завершенню навчання випускники можуть бути керівниками аматорських колективів (гуртка, студії) декоративно-прикладного мистецтва, художниками-виконавцями, викладачами початкових спеціалізованих мистецьких навчальних закладів.

Спеціальність:
- «Хореографія».

Спеціалізація:
- «Народна хореографія».

Випускники отримують дипломи, які засвідчують їх можливість бути керівниками аматорських хореографічних колективів, артистом хореографічного ансамблю, викладачем початкових спеціалізованих мистецьких навчальних закладів.

## Пріоритетні напрями підготовки фахівців
- підготовка висококваліфікованих молодших спеціалістів відповідно до державних замовлень з метою забезпечення функціювання культурологічних закладів Харківського регіону та України;
- підвищення якості освіти, що включає в себе застосування новітніх технологій навчання, в тому чисті й інформаційних та запровадження в навчально-виховному процесі кредитно-модульної системи навчання;
- удосконалення методичної та дидактичної бази;
- забезпечення умов для професійної самореалізації педагогічних працівників з метою підвищення професійної майстерності педагогічних кадрів;
- розвиток партнерських стосунків між адміністрацією училища та органами студентського самоврядування, які сприяють демократизації навчально-виховного процесу;
- активізація роботи педагогічної ради, профспілок, студентського самоврядування;
- підтримка талановитих студентів та профілактична робота з тими, хто схильний до правопорушень та має шкідливі звички;
- підвищення якості управління навчально-виховним процесом;
- розвиток матеріально-технічної бази[2].

## Умови навчання
Училище має гуртожиток на 50 місць, комп'ютерний клас, необхідний музичний інструментарій, сценічні костюми, сучасну аудіо та відеотехніку. Студенти мають можливість брати участь у різних конкурсах, виставках, фестивалях, концертах та інших заходах, розкриваючи свої творчі здібності. Традиційними в училищі є участь студентів у обласних, районних, міських, заходах, проведення звітних театралізованих концертів творчих колективів та художніх виставок, посвята у першокурсники, День студента, випускні вечори та вечори відпочинку.